# Megarhyssa greenei
Megarhyssa greenei là một loài tò vò trong họ Ichneumonidae.